# Nostradamus (album)
Nostradamus è il sedicesimo album dei Judas Priest pubblicato nel giugno 2008. È un concept album basato sulla figura dell'omonimo profeta francese.

## Il disco
Nostradamus è il primo concept album prodotto dai Judas Priest in trentacinque anni di carriera; si tratta di una vera e propria opera rock in due CD interamente dedicata alla controversa storia del celebre astrologo, scrittore e farmacista francese famoso soprattutto per il suo libro Le Profezie. L'album si caratterizza per la costante presenza di tastiere che conferiscono al lavoro un forte carattere sinfonico, novità assoluta nello stile della band.
La traccia Pestilence and Plague include un ritornello in lingua italiana (nella tentazione, cercando la gloria, il prezzo da pagare è la caduta dell'uomo.)
Si tratta dell'ultimo album che vede la collaborazione dello storico chitarrista K.K.Downing.

## Tracce

### CD 1
1. Dawn of Creation - 2:31
2. Prophecy - 5:26
3. Awakening - 0:52
4. Revelations - 7:05
5. The Four Horsemen - 1:35
6. War - 5:04
7. Sands of Time - 2:35
8. Pestilence and Plague - 5:08
9. Death - 7:33
10. Peace - 2:21
11. Conquest - 4:42
12. Lost Love - 4:28
13. Persecution - 6:34

### CD 2
1. Solitude - 1:22
2. Exiled - 6:32
3. Alone - 7:50
4. Shadows in the Flame - 1:10
5. Visions - 5:27
6. Hope - 2:09
7. New Beginnings - 4:56
8. Calm Before the Storm - 2:05
9. Nostradamus - 6:46
10. Future of Mankind - 8:29

## Formazione
- Rob Halford - voce
- Glenn Tipton - chitarra,  tastiere
- K.K. Downing - chitarra
- Ian Hill - basso
- Scott Travis - batteria